# Problepsis minuta
Problepsis minuta är en fjärilsart som beskrevs av Inoue 1958. Problepsis minuta ingår i släktet Problepsis och familjen mätare. Inga underarter finns listade i Catalogue of Life.